# Johan Petersson
Pär Johan Petersson (Karlshamn, 29 marzo 1973) è un ex pallamanista svedese.

## Palmarès

### Olimpiadi
- 2 medaglie:
  - 2 argenti (Barcellona 1992; Atlanta 1996)